# Бах, Александр Григорьевич
Александр Григорьевич Бах (род. 19 октября 1939, Рига) — советский и российский организатор шахматного движения, исполнительный директор Ассоциации шахматных федераций.

## Биография
Во время войны с семьёй находился в эвакуации, затем вернулись в ЛатССР. Научился играть в шахматы в 13 лет у отца. Тренировался во Дворце пионеров с тренером Янисом Крузкопсом, затем у Александра Кобленца, познакомился с Михаилом Талем. Становится кандидатом в мастера спорта по шахматам. Затем поступил на  физический факультет Ленинградского университета. Выступал в первенстве ленинградского «Буревестника», в чемпионате Центрального дома офицеров Ленинградского военного округа, работал преподавателем. Затем работал в Центральном шахматном клубе СССР в Москве, входил в состав делегации Анатолия Карпова на матчах 1984 и 1985 годов с Гарри Каспаровым, являлся организатором чемпионата СССР по шахматам в 1988. В 1989 году избран исполнительным директором Шахматной федерации СССР, после распада Союза создал Ассоциацию шахматных федераций, также содействовал появлению турнира «Аэрофлот Опен». С 2003 по 2010 год был исполнительным директором РШФ, затем до 2011 года — председателем правления Федерации шахмат России, после чего уступил должность И. В. Левитову. По настоящее время советник президента Федерации шахмат России.

## Награды
- Медаль ордена «За заслуги перед Отечеством» II степени (28 декабря 2009 года) — за заслуги в развитии физической культуры и спорта и многолетнюю добросовестную работу[7].